# Major League Gaming
Major League Gaming (MLG) — профессиональная киберспортивная организация. Штаб-квартира MLG находится в Нью-Йорке, и была основана в 2002 году Сандэнсом ДиДжиованни и Майком Сепсо.
MLG проводит турниры по таким играм, как, Halo 3, Call of Duty: Ghosts, World of WarCraft, Dota 2 , Counter-Strike: Global Offensive. После релиза StarCraft 2, MLG стала организовывать LAN party, однако вскоре исключила Starcraft 2 из списка дисциплин. Каждый год американцы проводят специальный сезон MLG Pro Circuit, состоящий из нескольких соревнований в разных городах США, с итоговым турниром в конце года.
В начале января 2016 года была куплена компанией Activision Blizzard.
В январе 2024 года Activision Blizzard закрыла лигу из-за того, что организация перестала приносить прибыль.

## 2010 MLG Pro Circuit
В 2010 году StarCraft 2 был включен в список игровых дисциплин по ходу сезона, что, возможно, немного снизило представительность соревнований. Тем не менее, на итоговый турнир в Далласе приехало большое количество знаменитых игроков. Ниже приведены призёры турниров Pro Circuit 2010 года:
| MLG Raleigh | MLG Raleigh | MLG Raleigh   | MLG Raleigh | MLG Raleigh |
| Место       | Ник         | Страна        | Команда     | Призовые    |
| ----------- | ----------- | ------------- | ----------- | ----------- |
| 1           | HuK         | Флаг Канады   | Millenium   | $2500       |
| 2           | KiWiKaKi    | Флаг Канады   | Root        | $1500       |
| 3           | Socke       | Флаг Германии | Alternate   | $1000       |

| MLG D.C. | MLG D.C. | MLG D.C.              | MLG D.C.      | MLG D.C. |
| Место    | Ник      | Страна                | Команда       | Призовые |
| -------- | -------- | --------------------- | ------------- | -------- |
| 1        | Idra     | Флаг США              | Evil Geniuses | $2500    |
| 2        | SeleCT   | Флаг Республики Корея | Dignitas      | $1500    |
| 3        | Huk      | Флаг Канады           | Team Liquid   | $1000    |

| MLG Dallas | MLG Dallas | MLG Dallas  | MLG Dallas     | MLG Dallas |
| Место      | Ник        | Страна      | Команда        | Призовые   |
| ---------- | ---------- | ----------- | -------------- | ---------- |
| 1          | Jinro      | Флаг Швеции | Team Liquid    | $6250      |
| 2          | TT1        | Флаг Канады | Fnatic         | $3750      |
| 3          | PainUser   | Флаг США    | Lazarus Gaming | $2500      |

### 2010 MLG Pro Circuit/Rankings
Десять лучших игроков MLG-соревнований по итогам 2010 года:
| Место | Ник      | Очки | Раса    |
| ----- | -------- | ---- | ------- |
| 1     | HuK      | 2835 | Протосс |
| 2     | KiWiKaKi | 2445 | Протосс |
| 3     | TT1      | 2360 | Протосс |
| 4     | SeleCT   | 2200 | Терран  |
| 5     | PainUser | 1970 | Терран  |
| 6     | drewbie  | 1925 | Терран  |
| 7     | Tyler    | 1900 | Протосс |
| 8     | Jinro    | 1800 | Терран  |
| 9     | SLush    | 1720 | Зерг    |
| 10    | qxc      | 1490 | Терран  |

## 2011 MLG Pro Circuit
В 2011 году MLG, за счет сокращения дисциплин, значительно увеличили количество проводимых турниров и разыгрываемые на них призовые. Также организаторы отошли от формата Double Elimination в пользу группового турнира с добавление Open Bracket. Список участников групп формировался с помощью рейтинга, составленного MLG, исходя из результатов предыдущих турниров, в Open Bracket могли принять участие все желающие. Летом MLG благодаря партнёрскому соглашению с GOMTV активно стали привлекать корейских игроков на свои турниры. Это значительно повысило зрелищность соревнований, но в то же время привело к доминированию игроков из Кореи на турнирах Pro Circuit. Итоговый турнир MLG Providence 2011 обладал внушительным призовым фондом и был проведен по схеме Double Elimination с добавлением Open Bracket, также в его рамках прошёл мини-турнир MLG Global Invitational Finals, который выиграл шведский игрок NaNiva (протосс). Ниже приведены результаты всех турниров сезона 2011 года:
| MLG Dallas | MLG Dallas | MLG Dallas            | MLG Dallas | MLG Dallas |
| Место      | Ник        | Страна                | Команда    | Призовые   |
| ---------- | ---------- | --------------------- | ---------- | ---------- |
| 1          | NaNiwa     | Флаг Швеции           | Dignitas   | $5000      |
| 2          | KiWiKaKi   | Флаг Канады           | Root       | $3000      |
| 3          | SeleCT     | Флаг Республики Корея | Dignitas   | $2000      |

| MLG Columbus | MLG Columbus | MLG Columbus          | MLG Columbus | MLG Columbus |
| Место        | Ник          | Страна                | Команда      | Призовые     |
| ------------ | ------------ | --------------------- | ------------ | ------------ |
| 1            | MMA          | Флаг Республики Корея | SlayerS      | $5000        |
| 2            | Losira       | Флаг Республики Корея | IM           | $3000        |
| 3            | MC           | Флаг Республики Корея | oGs          | $2000        |

| MLG Anaheim | MLG Anaheim | MLG Anaheim           | MLG Anaheim | MLG Anaheim |
| Место       | Ник         | Страна                | Команда     | Призовые    |
| ----------- | ----------- | --------------------- | ----------- | ----------- |
| 1           | MVP         | Флаг Республики Корея | IM          | $5000       |
| 2           | MMA         | Флаг Республики Корея | SlayerS     | $3000       |
| 3           | BoxeR       | Флаг Республики Корея | SlayerS     | $2000       |

| MLG Raleigh | MLG Raleigh | MLG Raleigh           | MLG Raleigh | MLG Raleigh |
| Место       | Ник         | Страна                | Команда     | Призовые    |
| ----------- | ----------- | --------------------- | ----------- | ----------- |
| 1           | Bomber      | Флаг Республики Корея | StarTale    | $5000       |
| 2           | CoCa        | Флаг Республики Корея | SlayerS     | $3000       |
| 3           | DongRaeGu   | Флаг Республики Корея | coL.MvP     | $2000       |

| MLG Orlando | MLG Orlando | MLG Orlando           | MLG Orlando   | MLG Orlando |
| Место       | Ник         | Страна                | Команда       | Призовые    |
| ----------- | ----------- | --------------------- | ------------- | ----------- |
| 1           | HuK         | Флаг Канады           | Evil Geniuses | $5000       |
| 2           | MC          | Флаг Республики Корея | oGsSK         | $3000       |
| 3           | TheStC      | Флаг Республики Корея | oGs           | $2000       |

| MLG Championship Providence | MLG Championship Providence | MLG Championship Providence | MLG Championship Providence | MLG Championship Providence |
| Место                       | Ник                         | Страна                      | Команда                     | Призовые                    |
| --------------------------- | --------------------------- | --------------------------- | --------------------------- | --------------------------- |
| 1                           | Leenock                     | Флаг Республики Корея       | IM                          | $50000                      |
| 2                           | NaNiwa                      | Флаг Швеции                 | compLexity                  | $25000                      |
| 3                           | DongRaeGu                   | Флаг Республики Корея       | coL.MvP                     | $15000                      |

MLG в 2011 году также провели турнир Global Invitational, сначала прошли региональные онлайн-соревнования в Америке, Европе и Корее. Итоговый финал был проведен в рамках MLG Providence 2011. Ниже приведены призёры:
| MLG Global Invitational | MLG Global Invitational | MLG Global Invitational | MLG Global Invitational | MLG Global Invitational |
| Место                   | Ник                     | Страна                  | Команда                 | Призовые                |
| ----------------------- | ----------------------- | ----------------------- | ----------------------- | ----------------------- |
| 1                       | NaNiwa                  | Флаг Швеции             | compLexity              | $3000                   |
| 2                       | NesTea                  | Флаг Республики Корея   | QIM                     | $1000                   |

### 2011 MLG Pro Circuit/Rankings
Десять лучших игроков MLG-соревнований по итогам 2011 года:
| Место | Ник       | Страна                | Команда       |
| ----- | --------- | --------------------- | ------------- |
| 1     | NaNiwa    | Флаг Швеции           | compLexity    |
| 2     | HuK       | Флаг Канады           | Evil Geniuses |
| 3     | IdrA      | Флаг США              | Evil Geniuses |
| 4     | DongRaeGu | Флаг Республики Корея | coL.MvP       |
| 5     | MMA       | Флаг Республики Корея | SlayerS       |
| 6     | MC        | Флаг Республики Корея | oGsSK         |
| 7     | SLush     | Флаг Канады           | Team Reign    |
| 8     | Mvp       | Флаг Республики Корея | IM            |
| 9     | Ret       | Флаг Нидерландов      | Team Liquid   |
| 10    | KiWiKaKi  | Флаг Канады           | Team Reign    |

## MLG Championship 2013
Турнир проведен в Greater Columbus Convention Center, площадью больше 160 000 м².
| Дисциплина | 1            | 1               | 2       | 2               | 3             | 3               | 4                   | 4               |
| ---------- | ------------ | --------------- | ------- | --------------- | ------------- | --------------- | ------------------- | --------------- |
| Dota 2     | Speed Gaming | 60 000 долларов | Team DK | 24 000 долларов | Natus Vincere | 12 000 долларов | Sigma International | 12 000 долларов |